# Antarchaea trigramma
Antarchaea trigramma là một loài bướm đêm trong họ Noctuidae.